# Penthu
El noble egipci Penthu va ser el «Portador del Segell del Reial del Baix Egipte», «Confident», «Funcionari del Senyor de les Dues Terres», «Favorit del Bon Déu», «Escriba del Rei», «Subordinat del Rei», «Primer Servent d'Aton en el Gran Temple d'Aton» (també anomenat Per-Aton o Casa d'Aton) d'Akhetaton, «Cap dels Metges», i «Camarlenc». Aquests títols mostren que va ser molt poderós durant la dinastia XVIII d'Egipte.
Originalment va ser cap dels metges durant el regnat d'Akhenaton, però va poder haver sobreviscut als canvis del final del període d'Amarna i que va servir sota el regnat d'Ay. La identificació del metge Penthu amb el djati Penthu no és gaire segura.
Tenia una tomba (Tomba d'Amarna 5) construïda al cementiri d'Amarna, encara que les seves restes mai han estat identificades i probablement mai va ser enterrat allí.